# Aquincum-polgárváros
Aquincum-polgárváros a római hódítást követően kialakult település a mai Óbuda területén.

## Története
A Gellért-hegyi oppidumból leköltöző eraviszkuszok és a római telepesek alapították körülbelül 30 hektárnyi területen. Az Aquincum-canabae-tól és a katonai táboroktól északra, a hadsereg felügyelete alá tartozó területtől (territorium legionis) távolabb alakult ki. A 2. század elejétől fallal vették körül.
Lakossága főleg kereskedelemből és a kézműiparból élt, a termelés javarészt a hadsereg igényei irányították. A házak kezdetben földbe mélyítettek voltak, de egyre inkább városias jelleget öltött annak ellenére, hogy egy 122-ből származó felirat szerint a település lakóit még vicaninak, azaz a vicus (falu) lakóinak hívták. A polgárváros 124-ben, Hadrianus császár uralkodása idején nyerte el a városi rangot (municipium).
A municipális arisztokrácia tagjai lehetőséget kaptak arra, hogy bekerüljenek a városi tanácsba (ordo decurionum) és ott vezető tisztségeket töltsenek be, saját vagyonukból pedig középítkezéseket finanszíroztak.
194-ben Septimus Severus császár colonia rangra emelte Aquincumot. Az ekkor már körülbelül 60 kilométer territoriummal rendelkező település a 3. század első felében élte virágkorát, lakossága ekkor 10-12 ezer fő lehetett. Mikor Aquincum-canabae hátrányos joghelyzete megszűnt, a polgárváros kiváltságai elkezdtek elévülni, és a 3. század második felében megkezdődött a két település nivellálódása. Az 5. századra a polgárváros elnéptelenedett, és a lakosság vagy a canabae területére költözött, vagy a provincia belsejébe húzódott.

## A városfal
A város nagy fal vette körül, aminek 5 építési periódusát lehet megkülönböztetni. A municipiumi rangra emelkedést megelőzően is már volt egy palánkszerkezetű fal- és árokrendszere. Ezt azután kő-fa anyagú első városfal váltotta fel Hadrianus alatt, 124 után. A colonia rang elnyerésekor kezdődött meg a kőfal építése, ezt három oldalról külső árkok vették körül. Ekkor építették fel a fal védműveit is: négyzetes toronypárokkal védett kapukat és átlagosan 90 méterenként elhelyezkedő befelé ugró négyszögletes oldal- és kör alakú saroktornyokat. A 3. században, a fal negyedik építési periódusát kisebb javítások és kitörőkapuk, tornyok építése jellemzi. Az 5. szakaszban új építési technikák jelentek meg: a kettős fal közé habarcsos kőzúzalékot öntöttek, amit téglasorral egyenlítettek ki.

## Az utcarendszer
A település utcarendszere hasonló volt a katonai táborokéihoz. A város lakónegyedei (insulae) egymást derékszögben metsző két főút (cardo és decumanus) mentén épültek, és a főutakra fűzték fel a többé-kevésbé párhuzamos mellékutcákat. A főutak észak–déli és kelet–nyugati irányúak voltak, metszéspontjukban állt a forum. Ennek a járószintjét szabályos, faragott kőlapokkal burkolták, három oldalról álpillérekkel tagolt magas falazat, északi oldalán pedig pillérsor határolta. Innen jó rálátás nyílt a város podiumtemplomára, ami kezdetben a Capitoliumi Trias (Iuppiter, Iuno, Minerva) majd a 3. századtól a császár kultuszának volt szentelve.

## Forum, fürdők
A forum körül helyezkedett el a városi közigazgatási épületegyüttes. Itt volt a curia, ami padlófűtéses és téglalap alaprajzú volt, itt ülésezett a városi tanács. Itt állt a törvényhozás háza is (basilica). Ezt a komplexumot Septimius Severus idejében átépítették, erre utal a portikuszban újra felállított korinthoszi oszlop, amit Iuppiter-Ammon feje díszít. A forummal szemben helyezkedett el a nagy közfürdő (balneum), de minden negyednek volt saját fürdője is, ebből 5 ismert. A konzervált romok jól mutatják a fürdőhelyiségeket: illemhely (latrina), vetkőző (apodyterium), gőzfürdő (laconium), a fürdőn kívülről megközelíthető illemhely (forica), küzdőtér (palaestra) alkotta a kifejezetten fürdés céljára szolgáló hideg-, langyos-, és melegvizes medencéken kívül a fürdő rendszerét. A fürdőépületet az északi és a nyugati oldalon üzlethelyiségek szegélyezték.
A város és a fürdők vízellátását az észak-déli irányú aquaeductus szolgáltatta, ami a lakóházaknak is szállított ivóvizet. A fürdőhöz csatlakozott egy kis szentély is, amiben Fortuna Augusta és Fortuna Balnearis tiszteletére emeltek oltárokat. A medencéket alulról melegítették. Kő vagy téglalapocskákból rakott oszlopok tartották, amikre téglalapokat raktak, ezeket lekenték meszes habarcs keverékéből álló, nagy szilárdságúvá váló masszával (terrazzo-padló). A falakba is raktak kis csöveket (tubulus), így a padló alatt a fűtőtérből a praefurniumokon keresztül a hypocaustumban szétáradó forró levegő a termeket oldalról is fűthetővé tette.

## Az iparosnegyed és a lakóházak
A forumtól keletre haladó észak–déli irányú - és kocsikerék nyomokat megőrző - út, ami a romterület korábbi bejáratához vezet, és a kelet–nyugati irányú főút által határolt területen volt az iparosnegyed. A negyed sűrűn volt beépítve, házai átlagosan 15x17 méteresek voltak, felépítésük egységes volt. Az utcai fronton portikusz illetve üzlethelyiség, a hátsó részen pedig műhely, raktár és lakóhelyiség helyezkedett el. A házakat keskeny sikátorok választották el egymástól.
A polgárváros házai zömmel kőből, vagy kisebb részben kőalapra rakott vályogból épültek. Ezek általában 3-4 szobás, középfolyosós épületek voltak. Gyakran pincéjük is volt, amit raktározásra használtak. A gazdagabb polgárok házában padló- és falfűtésrendszerek is voltak. A lakóházakat csatlakoztatták a vízvezetékhez, ami a friss vízen kívül a szennyvízelvezetését is biztosította. A polgárok jó módját mutatja, hogy a 2. században megjelent a házakon az ablaküveg, amit az is lehetővé tett, hogy aquincumban síküvegkészítő műhely működött.

## Szentélyek
A fórumon lévő Capitoliumi Trias pódiumtemplomon és fürdőhöz tartozó Fortuna-szentélyen kívül ismert még a keleti városrészben álló sokszög-alaprajzú Venus-templom, a Mithras- és Nemesis-szentély. A keresztény vallás terjedésével megjelentek a basilicák is, amikhez keresztelőmedence (baptisterium) tartozott.

## Kereskedelem
A nagy közfürdő épületétől délre volt a polgárváros "bevásárlóközpontja" és húspiaca (macellum), aminek hasonló az alaprajza a Római Birodalom hasonló rendeltetésű épületeihez. Ez egy peristyliumos elrendezésű négyszögletes udvar volt, amit az északi és keleti oldalon egy, a déli oldalon pedig két üzletsor (tabernae) övezett. A főút felőli bejártnál volt a piac szentélye, miben Minerva domborműve állt. Az udvar közepén egy féloszlopokkal tagolt kör alakú épület állt (pseudomonopteros), aminek a rendeltetése nem egyértelmű, egyes vélemények szerint az épület, aminek délre néz a bejárata, mérlegház volt, mások szerint a piacfelügyelő hivatali helyisége lehetett. A kereskedelmet azonban nem csak a piacon űzték, hiszen az utcákat gyakran különféle üzlethelyiségek (csapszékek, kifőzdék, elárusítóhelyek) szegélyezték. Egy ilyen főutca menti üzlethelyiségből került elő egy Corinthus nevű, esetleg görög származású pénzváltó (mummularius) felirata.

## Középületek
A polgárváros középületei között volt egy kettős fürdő, aminek szimmetrikusan épített, megkettőzött fürdőhelyiségei voltak külön a férfiak és külön a nők számára. Ennek közelében volt egy nagy méretű, díszes épület, amit hagyományosan az ifjúság testülete (collegium iuventutis) épületeként szoktak emlegetni. Birkózójelenetet ábrázoló, kisméretű fürdőjét ma védőépület alatt lehet látogatni.

## A polgárváros feltárása
A polgárváros kiterjedése igen nagy, körülbelül 30 hektáros romterülete van. Ennek létezéséről először 1875-ben folytatott ásatások során győződhettek meg, elsőként Rómer Flóris és Zsigmondy Gusztáv mérnök. Az első ásatásokat 1880-ban azért folytatták az akkor Papföldnek nevezett területen, hogy megtalálják Árpád fejedelem sírját. Az 1930-as évekig tartó ásatások Hampel József, Torma Károly és Kuzsinszky Bálint vezetésével tisztázták a polgárváros központjának alaprajzát. Felépült az Aquincumi Múzeum. Az ásatások azóta is tartanak, a Szentendrei út nyugati oldalán elterülő rommező régészetileg védett terület.

## Ajánlott irodalom
- Póczy Klára:Aquincum polgárvárosa. Kiállítás.Budapest Történeti Múzeum (Bp., 1983)
- Kaiser Anna-Póczy Klára:Budapest római kori öröksége (Bp.,1985)
- Zsidi Paula:Aquincum polgárvárosának városfala és védművei (Communicationes Archaeologicae Hungariae 1990)
- Zsidi Paula: Az aquincumi polgárváros: vezető az Aquincumi Múzeum romkertjében (2013) Btm, Archaeolingua Alapítvány ISBN 963-9340-55-3